# Šiveluč
Lo Šiveluč (in russo Шивелуч?) è uno stratovulcano russo della penisola di Kamčatka. È il vulcano più settentrionale della penisola, situato a nord-est del gruppo di vulcani che comprende il Ključevskaja Sopka.

## Struttura del vulcano
Due elementi costituiscono il vulcano:
- Il "vecchio" (Staryj) Šiveluč (russo Старый Шивелуч), formato da uno stratovulcano formato da alternanze di strati di lava alti fino a cento metri alternati a detriti piroclastici. Questa formazione è in parte erosa e distrutta da un'antica caldera formatasi alla fine del pleistocene, con un diametro esterno di nove chilometri e uno interno di tre, con un'apertura verso sud. Esso forma la parte più elevata del complesso vulcanico ma oggi non è più attiva, durante l'olocene si formarono sul fianco ovest diversi duomi.
- Il "giovane" (Molodoj) Šiveluč (Молодой Шивелуч), formatosi nella caldera. Raggiunge un'altezza di 2 500 m s.l.m. ma mostra un'attività quasi ininterrotta e risulta uno dei vulcani più attivi della penisola.[1].

## Natura del vulcano
È un vulcano con attività esplosiva, con emissione di lava di tipo andesitica ricca in orneblenda. Questo tipo di lava è poco presente nei vulcani attivi ai nostri giorni, dopo il suo raffreddamento forma una roccia chiamata adakite.
Questa roccia, contrariamente all'andesite che viene prodotta dalla subduzione della placca oceanica, è il prodotto di una fusione parziale della placca oceanica, fenomeno raro ai nostri giorni (la terra si sta raffreddando da 4,5 milioni di anni). Secondo Volynec e Yogodzinski, il fenomeno è provocato dalla strappo, formatasi tra la placca del Pacifico, che scivola in subduzione verso nord sotto le isole Aleutine e quella che scivola verso ovest sotto la Kamčatka. La finestra prodotta dallo strappo delle due placche in subduzione con direzioni divergenti, fa sì che i vulcani della regione sono alimentati da lava formatasi con la parziale fusione di placca oceanica, riscaldata dalla risalita del mantello più caldo. La finestra si apre tra questa formazione vulcanica e le isole di Attu e Buldir, estreme punte occidentali delle isole Aleutine. Anche le formazioni rocciose di queste isole sono costituite dallo stesso tipo di roccia.
Le rocce prodotte dal vulcano durante l'olocene appartengono in preponderanza a questo particolare tipo di andesite ricco in magnesio. Solo due colate basaltiche sono venute a interrompere questa composizione monotona. Misurazioni al carbonio 14 indicano che un'emissione di tefra basalto a anfibolite e flogopite (ricche in potassio e magnesio), è avvenuta circa 5600 anni fa e una con colata di basalto meno potassico, verso i 9600 anni fa..
Lo Šiveluč è stato regolarmente attivo durante gli ultimi 10.000 anni, producendo grandi quantità di lava sotto forma di duomi e di colate piroclastiche. È considerato come il vulcano più prolifico della penisola, con una produzione media di 36 000 tonnellate di materiale annuo..
La sua frequente attività pone problemi non solo agli insediamenti adiacenti ma anche all'aviazione sui tragitti tra USA e l'Asia.
Per quanto concerne le città che si trovano a una distanza di circa 45 chilometri, i principali rischi sono causati dai lahar, che possono raggiungere distanze superiori ai 30 chilometri. Mentre le frane non hanno per il momento posto problemi, non avendo mai raggiunto distanze superiori ai 20 chilometri. Per quanto riguarda la ricaduta di ceneri, queste possono notoriamente raggiungere grandi distanze, si sono trovate antiche ceneri di questo vulcano a 400 chilometri di distanza. La città di Ključi viene regolarmente coperta da strati di cenere a ogni eruzione.

## Storia eruttiva
La formazione vulcanica risale a 60 000-70 000 anni fa. Questo vulcano molto attivo ha conosciuto molte fasi eruttive.
Le eruzioni del 1854 e del 1964 sono state molto violente (con VEI 3 e 4). Entrato di nuovo in attività nel 1999, non ha più conosciuto sosta.